# Tomie: Replay
Tomie: Replay (富江 replay?) è un film del 2000, diretto da Tomijiro Mitsuishi, ispirato dall'omonimo manga di Junji Itō. È il terzo di una serie composta da altri otto film ed è il primo girato in stile cinematografico.

## Trama
Una bambina viene ricoverata in ospedale a causa di un'ipertrofia allo stomaco. I medici iniziano ad operare e all'improvviso dallo stomaco della bambina spunta una testa, che dice di chiamarsi Tomie. La testa viene posta all'interno di un serbatoio a soluzione alcalina, nel seminterrato dell'ospedale. 
Fumihito incontra Takeshi, ricoverato all'ospedale. Nel corridoio, Fumihito vede Tomie, fuggita dal seminterrato, completamente nuda. Tomie si reca da Takeshi e gli chiede di portarla fuori dall'ospedale. Il ragazzo la porta a casa sua. Preoccupato per la sua improvvisa scomparsa, Fumihito telefona all'amico, che risponde malamente, mentre si sentono le risate di Tomie, quindi sostiene che Tomie adesso appartiene a lui.
La mattina seguente, Yumi, la figlia del dottor Morita, si reca in ospedale per cercare suo padre, misteriosamente scomparso. La ragazza incontra il dottor Tachibana, che le consegna un diario, quindi si suicida gettandosi dal balcone. Attraverso il diario, Yumi scopre che suo padre e gli altri medici che hanno operato la bambina sono stati infettati dal sangue di Tomie, che in seguito li ha fatti impazzire. Yumi incontra Fumihito, e i due decidono di scoprire cosa sia accaduto al dottor Morita e a Takeshi.
Yumi riceve la visita dei familiari della bambina, che asseriscono che la loro figlia aveva ricevuto un trapianto renale, e che il rene apparteneva a una ragazza di nome Tomie. Intanto Takeshi uccide improvvisamente Tomie, e fa a pezzi il suo corpo. Recatosi in un bosco per seppellire il cadavere della ragazza, al suo ritorno in casa il ragazzo si ritrova davanti il corpo di Tomie senza testa, che viene improvvisamente rigenerata. Fumihito e Yumi si recano a casa di Takeshi, e trovano il ragazzo nascosto in un armadio, ormai preda della follia.
Yumi ha una visione del padre, che sostiene di dover uccidere Tomie. La mattina seguente, il cadavere del dottor Morita viene trovato nel seminterrato dell'ospedale, orribilmente deformato. Al suo funerale, Yumi riceve un biglietto da Tomie, che la invita nel seminterrato dell'ospedale. Dopo essere stata gettata improvvisamente dalle scale da Fumihito, Yumi si reca all'incontro su una sedia a rotelle, e incontra Tomie, che tenta di ucciderla. Improvvisamente appare Fumihito, che taglia la testa di Tomie e brucia il resto del corpo. Yumi si avvicina alla testa di Tomie, che continua a sorridere, e la lancia tra le fiamme. La testa inizia a bruciare, ma le risate di Tomie continuano.

## Curiosità
- La storia sembra essere collocata dopo gli eventi di "Tomie: Part 2", capitolo incluso nella collection "Tomie 2: The Junji Ito Horror Comic Collection" uscita nel 1997. Il capitolo del manga si conclude con l'estrazione della testa di Tomie dal corpo di Mio, una ragazza che necessitava di un trapianto di rene. Qui Mio è stata sostituita con una bambina molto più piccola con l'intento di creare maggior inquietudine.
- Tomie viene tagliata a pezzi da Takeshi con un seghetto scolastico, esattamente come accade nel primo capitolo del manga originale.
- Nella scena del Pub, durante il pianosequenza, l'operatore di Camera inciampa causando una sbandierata ben visibile e involontaria. Curioso il fatto che abbiano voluto mantenere l'errore nel montaggio.
- La scena del corpo decapitato è un chiaro riferimento al capitolo "La Foto": Tomie si allontana dalla casa di Tsukiko mentre la testa si sta riformando.
- In questa versione cinematografica, Tomie ha molti più poteri rispetto alla controparte cartacea: può camminare sui muri, si può insidiare nel corpo di altre persone come un parassita, può curare le proprie ferite con un gesto della mano e può causare allucinazioni visive.
- In questa versione, Tomie, tenta di uccidere i due protagonisti in modo diretto, usando anche un'ascia anti-incendio, nel fumetto il suo unico scopo è quello di far impazzire le persone e portarle al suicidio o all'omicidio, per questo è dotata del potere di non morire mai così da mantenere sempre lo status di "Vittima" e mai quello di "Carnefice".
- Tomie non riesce a sopportare il fatto che la si chiami "Malata" o "Mostro" esattamente come accade nel Manga.
- La bambina a cui è stata asportata la testa di Tomie, nella scena della finestra, viene raffigurata identica all'iconica copertina originale del Manga.
- Per molti fan questo è il vero primo film di Tomie[senza fonte], essendo il primo del 1999 un prodotto a basso budget per la televisione e il secondo, sempre del 1999, un'antologia di opere originali ispirate al Manga.